# Saison 2010-2011 du Real Madrid
Maillots
Chronologie
Saison précédente Saison suivante
La saison 2010-2011 du Real Madrid permet au club de disputer la liga, la coupe du Roi et la Ligue des champions après une saison blanche.
Cette saison est par ailleurs la 80e du club en liga.

## Effectif professionnel

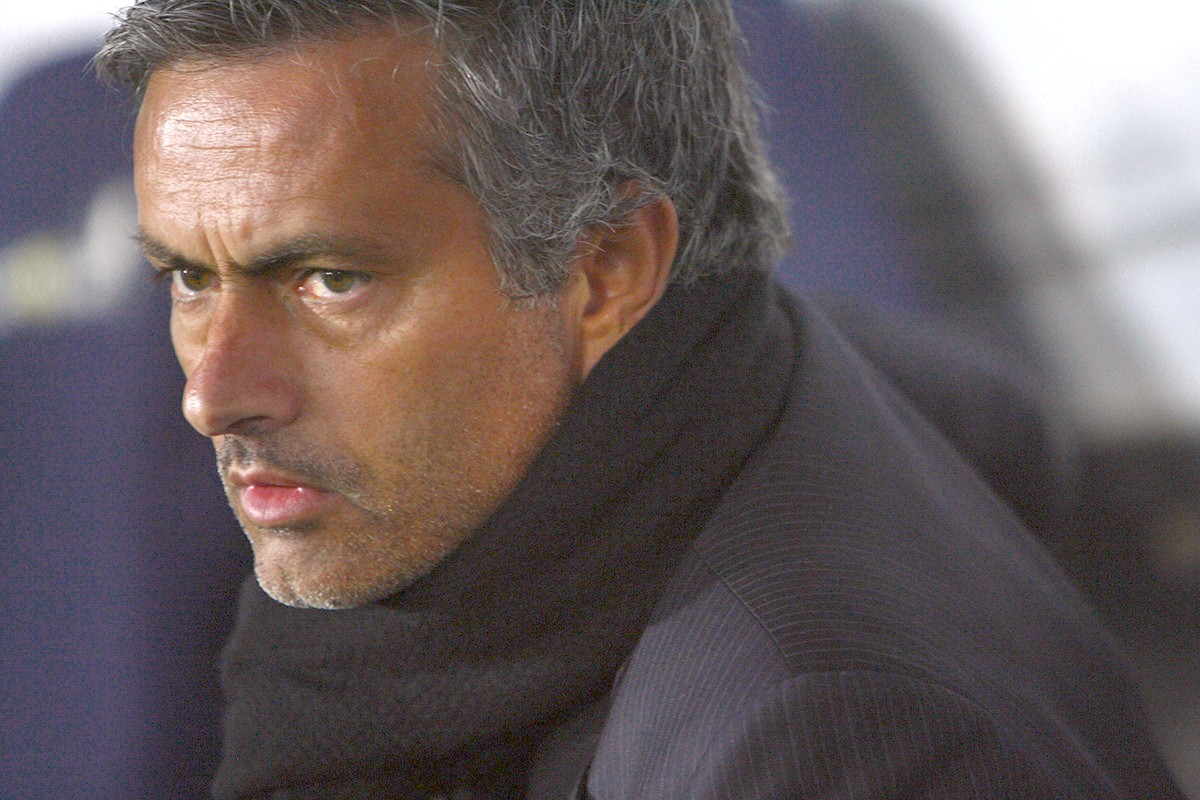
José Mourinho est l'entraîneur des galactiques du Real.

### Buteurs (toutes compétitions)
(à jour après le match Real Madrid 8-1 Almería, le 21 mai 2011)
| Rang | Joueur            | Liga BBVA | Copa del Rey | Ligue des Champions | Total |
| ---- | ----------------- | --------- | ------------ | ------------------- | ----- |
| 1    | Cristiano Ronaldo | 40        | 7            | 6                   | 53    |
| 2    | Karim Benzema     | 15        | 5            | 6                   | 26    |
| 3    | Gonzalo Higuaín   | 10        | 1            | 2                   | 13    |
| 4    | Mesut Özil        | 6         | 3            | 1                   | 10    |
| 5    | Ángel Di María    | 6         | 0            | 3                   | 9     |
| 6    | Emmanuel Adebayor | 5         | 1            | 2                   | 8     |
| 7    | Kaká              | 7         | 0            | 0                   | 7     |
| 8    | Marcelo           | 3         | 0            | 2                   | 5     |
| 9    | Sergio Ramos      | 3         | 1            | 0                   | 4     |
| 10   | Ricardo Carvalho  | 3         | 0            | 0                   | 3     |
| 11   | Pedro León        | 0         | 1            | 1                   | 2     |
| 11   | Esteban Granero   | 1         | 1            | 0                   | 2     |
| 13   | Álvaro Arbeloa    | 0         | 0            | 1                   | 1     |
| 13   | Pepe              | 1         | 0            | 0                   | 1     |
| 13   | Joselu            | 1         | 0            | 0                   | 1     |
| 13   | Xabi Alonso       | 0         | 1            | 0                   | 1     |

(Les chiffres ci-dessus ne sont valables que pour les matchs officiels)
- Récapitulatif des buteurs madrilènes lors des matchs amicaux de pré-saison 2010
  - 3 buts : Gonzalo Higuaín et Karim Benzema
  - 2 buts : Cristiano Ronaldo, Rafael van der Vaart et Ángel Di María
  - 1 but : Sergio Canales et Pedro León

## Recrutement

### Arrivées
mise à jour: 31 janvier 2011
| Type    | Poste             | Nom               | Âge | Nat.                                           | Transfert | Durée              | Indemnité       | Date            | Provenance/Destination           |
| ------- | ----------------- | ----------------- | --- | ---------------------------------------------- | --------- | ------------------ | --------------- | --------------- | -------------------------------- |
| Arrivée | Milieu offensif   | Ángel Di María    |     | Drapeau de l'Argentine · Drapeau de l'Italie   | Achat     | 6 ans (2016)       | 25 millions d'€ | Mercato d'été   | Benfica Lisbonne (Superliga)     |
| Arrivée | Milieu offensif   | Sergio Canales    |     | Drapeau de l'Espagne                           | Achat     | 6 ans (2016)       | 9 millions d'€  | Mercato d'été   | Racing Santander (Liga)          |
| Arrivée | Milieu offensif   | Pedro León        |     | Drapeau de l'Espagne                           | Achat     | 6 ans (2016)       | 10 millions d'€ | Mercato d'été   | Getafe FC (Liga)                 |
| Arrivée | Milieu offensif   | Sami Khedira      |     | Drapeau de l'Allemagne · Drapeau de la Tunisie | Achat     | 5 ans (2015)       | 12 millions d'€ | Mercato d'été   | VfB Stuttgart (Bundesliga)       |
| Arrivée | Défenseur central | Ricardo Carvalho  |     | Drapeau du Portugal                            | Achat     | 3 ans (2013)       | 8 millions d'€  | Mercato d'été   | Chelsea FC (Premier League)      |
| Arrivée | Milieu offensif   | Mesut Özil        |     | Drapeau de l'Allemagne                         | Achat     | 6 ans (2016)       | 15 millions d'€ | Mercato d'été   | Werder Brême (Bundesliga)        |
| Arrivée | Attaquant         | Emmanuel Adebayor |     | Drapeau du Togo · Drapeau du Nigeria           | Prêt      | 6 mois (juin 2011) |                 | Mercato d'hiver | Manchester City (Premier League) |
| Type    | Poste             | Nom               | Âge | Nat.                                           | Transfert | Durée              | Indemnité       | Date            | Provenance/Destination           |

Âge = âge au moment du transfert; Nat. = nationalité; Date = date ou période du transfert ( = mercato d'été;  = mercato d'hiver)
ArrivéeDépart

### Départs
mise à jour: 31 janvier 2011
| Type   | Poste             | Nom                  | Âge | Nat.                                       | Transfert      | Durée         | Indemnité       | Date            | Provenance/Destination             |
| ------ | ----------------- | -------------------- | --- | ------------------------------------------ | -------------- | ------------- | --------------- | --------------- | ---------------------------------- |
| Départ | Défenseur central | Christoph Metzelder  |     | Drapeau de l'Allemagne                     | Fin de contrat | 3 ans (2013)  | 0 €             | Mercato d'été   | FC Schalke 04 (Bundesliga)         |
| Départ | Milieu offensif   | Guti                 |     | Drapeau de l'Espagne                       | Fin de contrat | 2 ans (2012)  | 0 €             | Mercato d'été   | Beşiktaş JK (Türkcell Super Lig)   |
| Départ | Attaquant         | Raúl                 |     | Drapeau de l'Espagne                       | Libéré         | 2 ans (2012)  | 0€              | Mercato d'été   | FC Schalke 04 (Bundesliga)         |
| Départ | Défenseur         | Royston Drenthe      |     | Drapeau des Pays-Bas · Drapeau du Suriname | Prêt           | 1 an (2011)   |                 | Mercato d'été   | Hércules Alicante (Liga)           |
| Départ | Milieu offensif   | Rafael van der Vaart |     | Drapeau des Pays-Bas                       | Achat          |               | 11 millions d'€ | Mercato d'été   | Tottenham Hotspur (Premier League) |
| Départ | Milieu défensif   | Mahamadou Diarra     |     | Drapeau du Mali                            | Libéré         | 6 mois (2011) | 0€              | Mercato d'hiver | AS Monaco (Ligue 1)                |
| Type   | Poste             | Nom                  | Âge | Nat.                                       | Transfert      | Durée         | Indemnité       | Date            | Provenance/Destination             |

Âge = âge au moment du transfert; Nat. = nationalité; Date = date ou période du transfert ( = mercato d'été;  = mercato d'hiver)
ArrivéeDépart

## Les rencontres de la saison

### Matchs amicaux
| Date    | Adversaire         | Division | Lieu                    | Score            | Buteurs                                     |
| 4 août  | Club América       | D1       | Candlestick Park        | 3-2              | Canales 34e, Higuaín 63e, Ronaldo 80e (cf.) |
| 7 août  | Los Angeles Galaxy | D1       | Rose Bowl               | 3-2              | Higuaín 52e, 62e, Pedro León 71e            |
| 13 août | Bayern Munich      | D1       | Allianz Arena           | 0-0 (2-4 t.a.b.) |                                             |
| 17 août | Standard de Liège  | D1       | Stade Maurice Dufrasne  | 1-1              | Van der Vaart 12e                           |
| 22 août | Hércules Alicante  | D1       | Stade José Rico Pérez   | 3-1              | Benzema 55e Di María 75e Benzema 80e        |
| 24 août | Peñarol            | D1       | Stade Santiago Bernabéu | 2-0              | Di María 68e, Van der Vaart 90+             |
| 18 mai  | Real Murcie        | D3       | Nueva Condomina         | 2-2              | Benzema 48e, Ronaldo 68e                    |

### Parcours enChampionnat d'Espagne
| Date       | J.     | Adversaire           | Lieu                                         | Score | Buteurs                                                                  |
| ---------- | ------ | -------------------- | -------------------------------------------- | ----- | ------------------------------------------------------------------------ |
| 28/08/2010 | 1re J. | RCD Majorque         | Ono Estadi, Majorque                         | 0-0   |                                                                          |
| 11/09/2010 | 2e J.  | Osasuna              | Stade Santiago Bernabéu, Madrid              | 1-0   | Carvalho 48e                                                             |
| 18/09/2010 | 3e J.  | Real Sociedad        | Stade d'Anoeta, Saint-Sébastien              | 2-1   | Di María 51e, Pepe 74e                                                   |
| 21/09/2010 | 4e J.  | RCD Espanyol         | Stade Santiago Bernabéu, Madrid              | 3-0   | Ronaldo 29e (pen.), Higuaín 79e, Benzema 87e                             |
| 25/09/2010 | 5e J.  | Levante UD           | Stade Ciutat de València, Levante            | 0-0   |                                                                          |
| 02/10/2010 | 6e J.  | Deportivo La Corogne | Stade Santiago Bernabéu, Madrid              | 6-1   | Ronaldo 4e 89e, Özil 24e, Di María 34e, Higuaín 53e, Zé Castro 60e (csc) |
| 16/10/2010 | 7e J.  | Malaga CF            | Stade La Rosaleda, Malaga                    | 4-1   | Higuaín 53e 65e, Ronaldo 45e 51e (pen.)                                  |
| 23/10/2010 | 8e J.  | Racing de Santander  | Stade Santiago Bernabéu, Madrid              | 6-1   | Higuaín 10e, Ronaldo 15e 27e 47e 55e (pen.), Özil 63e                    |
| 30/10/2010 | 9e J.  | Hercules Alicante    | Stade José Rico Pérez, Alicante              | 3-1   | Di María 52e, Ronaldo 82e 86e                                            |
| 07/11/2010 | 10e J. | Atletico Madrid      | Stade Santiago Bernabéu, Madrid              | 2-0   | Carvalho 13e, Özil 19e (cf.)                                             |
| 13/11/2010 | 11e J. | Sporting Gijon       | El Molinón, Gijón                            | 1-0   | Higuaín 82e                                                              |
| 20/11/2010 | 12e J. | Athletic Bilbao      | Stade Santiago Bernabéu, Madrid              | 5-1   | Higuaín 19e, Ronaldo 30e 62e (cf.) 91e (pen.), Ramos 57e (pen.)          |
| 27/11/2010 | 13e J. | FC Barcelone         | Camp Nou, Barcelone                          | 5-0   |                                                                          |
| 04/12/2010 | 14e J. | Valence CF           | Stade Santiago Bernabéu, Madrid              | 2-0   | Ronaldo 73e 87e                                                          |
| 11/12/2010 | 15e J. | Real Saragosse       | La Romareda, Saragosse                       | 3-1   | Özil 15e, Ronaldo 45e (cf.), Di María 47e                                |
| 18/12/2010 | 16e J. | FC Seville           | Stade Santiago Bernabéu, Madrid              | 1-0   | Di María 76e                                                             |
| 02/01/2011 | 17e J. | Getafe CF            | Coliseum Alfonso Pérez, Getafe               | 3-2   | Ronaldo 11e (pen.) 56e, Özil 18e                                         |
| 08/01/2011 | 18e J. | Villarreal CF        | Stade Santiago Bernabéu, Madrid              | 4-2   | Ronaldo 10e 45e 80e, Kaká 82e                                            |
| 15/01/2011 | 19e J. | UD Almería           | Estadio de los Juegos Mediterráneos, Almería | 1-1   | Granero 77e                                                              |
| 23/01/2011 | 20e J. | RCD Majorque         | Stade Santiago Bernabéu, Madrid              | 1-0   | Benzema 61e                                                              |
| 29/01/2011 | 21e J. | Osasuna              | Stade Reyno de Navarra, Osasuna              | 1-0   |                                                                          |
| 06/02/2011 | 22e J. | Real Sociedad        | Stade Santiago Bernabéu, Madrid              | 4-1   | Kaká 8e, Ronaldo 21e 42e, Adebayor 89e                                   |
| 12/02/2011 | 23e J. | RCD Espanyol         | Stade Cornellà-El Prat, Barcelone            | 1-0   | Marcelo 24e                                                              |
| 19/02/2011 | 24e J. | Levante UD           | Stade Santiago Bernabéu, Madrid              | 2-0   | Benzema 7e, Carvalho 41e                                                 |
| 26/02/2011 | 25e J. | Deportivo La Corogne | Stade du Riazor, La Corogne                  | 0-0   |                                                                          |
| 03/03/2011 | 26e J. | Malaga CF            | Stade Santiago Bernabéu, Madrid              | 7-0   | Benzema 27e 62e, Di María 36e, Marcelo 45e, Ronaldo 51e 66e (pen.) 77e   |
| 05/03/2011 | 27e J. | Racing de Santander  | Stade El Sardinero, Santander                | 3-1   | Adebayor 23e, Benzema 26e 74e                                            |
| 12/03/2011 | 28e J. | Hercules Alicante    | Stade Santiago Bernabéu, Madrid              | 2-0   | Benzema 24e 56e                                                          |
| 19/03/2011 | 29e J. | Atletico Madrid      | Stade Vicente Calderón, Madrid               | 2-1   | Benzema 11e, Özil 32e                                                    |
| 02/04/2011 | 30e J. | Sporting Gijon       | Stade Santiago Bernabéu, Madrid              | 0-1   |                                                                          |
| 09/04/2011 | 31e J. | Athletic Bilbao      | Stade San Mamés, Bilbao                      | 3-0   | Kaká 13e (pen.) 54e (pen.), Ronaldo 70e                                  |
| 16/04/2011 | 32e J. | FC Barcelone         | Stade Santiago Bernabéu, Madrid              | 1-1   | Ronaldo 82e (pen.)                                                       |
| 23/04/2011 | 33e J. | Valence CF           | Estadio de Mestalla, Valence                 | 6-3   | Benzema 23e, Higuaín 31e 42e 53e, Kaká 39e 62e                           |
| 30/04/2011 | 34e J. | Real Saragosse       | Stade Santiago Bernabéu, Madrid              | 2-3   | Ramos 62e, Benzema 84e                                                   |
| 07/05/2011 | 35e J. | FC Seville           | Sánchez Pizjuán, Seville                     | 6-2   | Ramos 21e, Ronaldo 31e 65e 70e 75e, Kaká 42e                             |
| 10/05/2011 | 36e J. | Getafe CF            | Stade Santiago Bernabéu, Madrid              | 4-0   | Ronaldo 24e 58e 90+2e (pen.), Benzema 77e                                |
| 15/05/2011 | 37e J. | Villarreal CF        | El Madrigal, Vila-real                       | 1-3   | Marcelo 17e, Ronaldo 22e (cf.) 90e (cf.)                                 |
| 21/05/2011 | 38e J. | UD Almería           | Stade Santiago Bernabéu, Madrid              | 8-1   | Ronaldo 4e 77e, Adebayor 31e 52e 73e, Benzema 48e 63e, Joselu 87e        |

| Rang | Équipe                | Pts | J  | G  | N  | P  | Bp  | Bc | Diff |
| ---- | --------------------- | --- | -- | -- | -- | -- | --- | -- | ---- |
| 1    | FC Barcelone (T)      | 96  | 38 | 30 | 6  | 2  | 95  | 21 | +74  |
| 2    | Real Madrid (VC) (CR) | 92  | 38 | 29 | 5  | 4  | 102 | 33 | +69  |
| 3    | Valence               | 71  | 38 | 21 | 8  | 9  | 64  | 44 | +20  |
| 4    | Villarreal            | 62  | 38 | 18 | 8  | 12 | 54  | 44 | +10  |
| 5    | FC Séville            | 58  | 38 | 17 | 7  | 14 | 62  | 61 | +1   |
| 6    | Athletic Bilbao       | 58  | 38 | 18 | 4  | 16 | 59  | 55 | +4   |
| 7    | Atlético de Madrid    | 58  | 38 | 17 | 7  | 14 | 62  | 53 | +9   |
| 8    | Espanyol              | 49  | 38 | 15 | 4  | 19 | 46  | 55 | -9   |
| 9    | Osasuna               | 47  | 38 | 13 | 8  | 17 | 45  | 46 | -1   |
| 10   | Sporting Gijón        | 47  | 38 | 11 | 14 | 13 | 35  | 42 | -7   |
| 11   | Málaga                | 46  | 38 | 13 | 7  | 18 | 54  | 68 | -14  |
| 12   | Racing Santander      | 46  | 38 | 12 | 10 | 16 | 41  | 56 | -15  |
| 13   | Real Saragosse        | 45  | 38 | 12 | 9  | 17 | 40  | 53 | -13  |
| 14   | Levante (P)           | 45  | 38 | 12 | 9  | 17 | 41  | 52 | -11  |
| 15   | Real Sociedad (P)     | 45  | 38 | 14 | 3  | 21 | 49  | 66 | -17  |
| 16   | Getafe                | 44  | 38 | 12 | 8  | 18 | 49  | 60 | -11  |
| 17   | Majorque              | 44  | 38 | 12 | 8  | 18 | 41  | 56 | -15  |
| 18   | La Corogne            | 43  | 38 | 10 | 13 | 15 | 31  | 47 | -16  |
| 19   | Hércules (P)          | 35  | 38 | 9  | 8  | 21 | 36  | 60 | -24  |
| 20   | Almería               | 30  | 38 | 6  | 12 | 20 | 36  | 70 | -34  |

Qualifications européennes
Ligue des champions 2011-2012
- Phase de groupes
- Tour de barrages pour non-champions

Ligue Europa 2011-2012
- Tour de barrages
- 3e tour de qualification

Relégation
- Segunda División 2011-2012

Abréviations
(T) Tenant du titre

(VC) Vice-champion en 2009-2010

(CR) Vainqueur de la Coupe du Roi 2010-2011

(P) Promu de Segunda División en 2010

### Parcours enLigue des Champions

#### Phase de Groupes
| Date       | J.     | Adversaire     | Lieu              | Score | Buteurs                                          |
| ---------- | ------ | -------------- | ----------------- | ----- | ------------------------------------------------ |
| 15/09/2010 | 1re J. | Ajax Amsterdam | Santiago Bernabéu | 2-0   | Anita 31e (csc), Higuaín 73e                     |
| 28/09/2010 | 2e J.  | AJ Auxerre     | Abbé-Deschamps    | 1-0   | Di María 81e                                     |
| 19/10/2010 | 3e J.  | Milan AC       | Santiago Bernabéu | 2-0   | Ronaldo 13e (cf.), Özil 14e                      |
| 03/11/2010 | 4e J.  | Milan AC       | Giuseppe-Meazza   | 2-2   | Higuaín 45e Pedro León 90+3e                     |
| 23/11/2010 | 5e J.  | Ajax Amsterdam | Amsterdam ArenA   | 4-0   | Benzema 36e, Arbeloa 44e, Ronaldo 70e 81e (pen.) |
| 08/12/2010 | 6e J.  | AJ Auxerre     | Santiago Bernabéu | 4-0   | Benzema 12e 72e 88e, Ronaldo 49e                 |

| Rang | Équipe         | Pts | J | G | N | P | Bp | Bc | Diff |  | Résultats (▼ dom., ► ext.) |     |     |     |     |
| ---- | -------------- | --- | - | - | - | - | -- | -- | ---- |  | -------------------------- | --- | --- | --- | --- |
| 1    | Real Madrid    | 16  | 6 | 5 | 1 | 0 | 15 | 2  | +13  |  | Real Madrid                |     | 2-0 | 2-0 | 4-0 |
| 2    | Milan AC       | 8   | 6 | 2 | 2 | 2 | 7  | 7  | 0    |  | Milan AC                   | 2-2 |     | 0-2 | 2-0 |
| 3    | Ajax Amsterdam | 7   | 6 | 2 | 1 | 3 | 6  | 10 | -4   |  | Ajax Amsterdam             | 0-4 | 1-1 |     | 2-1 |
| 4    | AJ Auxerre     | 3   | 6 | 1 | 0 | 5 | 3  | 12 | -9   |  | AJ Auxerre                 | 0-1 | 0-2 | 2-1 |     |

#### 1/8 de finale
| Date       | Tour   | Adversaire         | Lieu                    | Score | Buteurs                                |
| ---------- | ------ | ------------------ | ----------------------- | ----- | -------------------------------------- |
| 22/02/2011 | Aller  | Olympique lyonnais | Stade de Gerland        | 1-1   | Benzema 65e                            |
| 16/03/2011 | Retour | Olympique lyonnais | Stade Santiago Bernabéu | 3-0   | Marcelo 37e, Benzema 66e, Di María 76e |

#### 1/4 de finale
| Date       | Tour   | Adversaire | Lieu                    | Score | Buteurs                                    |
| ---------- | ------ | ---------- | ----------------------- | ----- | ------------------------------------------ |
| 05/04/2011 | Aller  | Tottenham  | Stade Santiago Bernabéu | 4-0   | Adebayor 4e 57e, Di María 72e, Ronaldo 87e |
| 13/04/2011 | Retour | Tottenham  | White Hart Lane         | 1-0   | Ronaldo 50e                                |

#### 1/2 finale
| Date       | J.     | Adversaire   | Lieu                    | Score | Buteurs     |
| ---------- | ------ | ------------ | ----------------------- | ----- | ----------- |
| 27/04/2011 | Aller  | FC Barcelone | Stade Santiago Bernabéu | 0-2   |             |
| 03/05/2011 | Retour | FC Barcelone | Camp Nou                | 1-1   | Marcelo 64e |

Le Real Madrid est éliminé par le FC Barcelone en 1/2 finale.

### Parcours enCoupe du Roi
| Date       | Tour                   | Adversaire      | Lieu                     | Score    | Buteurs                                                                    |
| ---------- | ---------------------- | --------------- | ------------------------ | -------- | -------------------------------------------------------------------------- |
| 26/10/2010 | 1/16e finale (aller)   | Real Murcie     | Nueva Condomina          | 0-0      |                                                                            |
| 10/11/2010 | 1/16e finale (retour)  | Real Murcie     | Stade Santiago Bernabéu  | 5-1      | Granero 4e, Higuaín 44e, Ronaldo 74e, Benzema 85e (pen.), Alonso 90e (cf.) |
| 22/12/2010 | 1/8e finale (aller)    | Levante UD      | Stade Santiago Bernabéu  | 8-0      | Benzema 6e 32e 69e, Özil 10e, Ronaldo 45e 72e 74e, Pedro León 89e          |
| 05/01/2011 | 1/8e finale (retour)   | Levante UD      | Stade Ciutat de València | 2-0      |                                                                            |
| 13/01/2011 | 1/4 de finale (aller)  | Atletico Madrid | Stade Santiago Bernabéu  | 3-1      | Ramos 14e, Ronaldo 61e, Özil 90e                                           |
| 20/01/2011 | 1/4 de finale (retour) | Atletico Madrid | Stade Vicente Calderón   | 0-1      | Ronaldo 23e                                                                |
| 26/01/2011 | 1/2 finale (aller)     | Séville FC      | Sánchez Pizjuán          | 0-1      | Benzema 17e                                                                |
| 02/02/2011 | 1/2 finale (retour)    | Séville FC      | Stade Santiago Bernabéu  | 2-0      | Özil 82e, Adebayor 90+3e                                                   |
| 20/04/2011 | Finale                 | FC Barcelone    | Estadio de Mestalla      | 0-1 a.p. | Ronaldo 103e                                                               |

Le Real Madrid remporte le titre face au FC Barcelone.
| Copa del Rey Vainqueur 2010-2011 |
| -------------------------------- |
| Real Madrid 18e Titre            |

## Liens